# Hem-Lenglet
Hem-Lenglet ist ein Dorf und eine Gemeinde im französischen Département Nord in der Region Hauts-de-France. Die Gemeinde gehört zum Kanton Cambrai im Arrondissement Cambrai.

## Geografie
Die Gemeinde Hem-Lenglet liegt am Canal de la Sensée, zwölf Kilometer nördlich von Cambrai. Sie grenzt im Norden an Féchain, im Nordosten an Wasnes-au-Bac, im Osten an Paillencourt, im Südosten an Bantigny, im Süden an Abancourt und im Westen an Fressies.

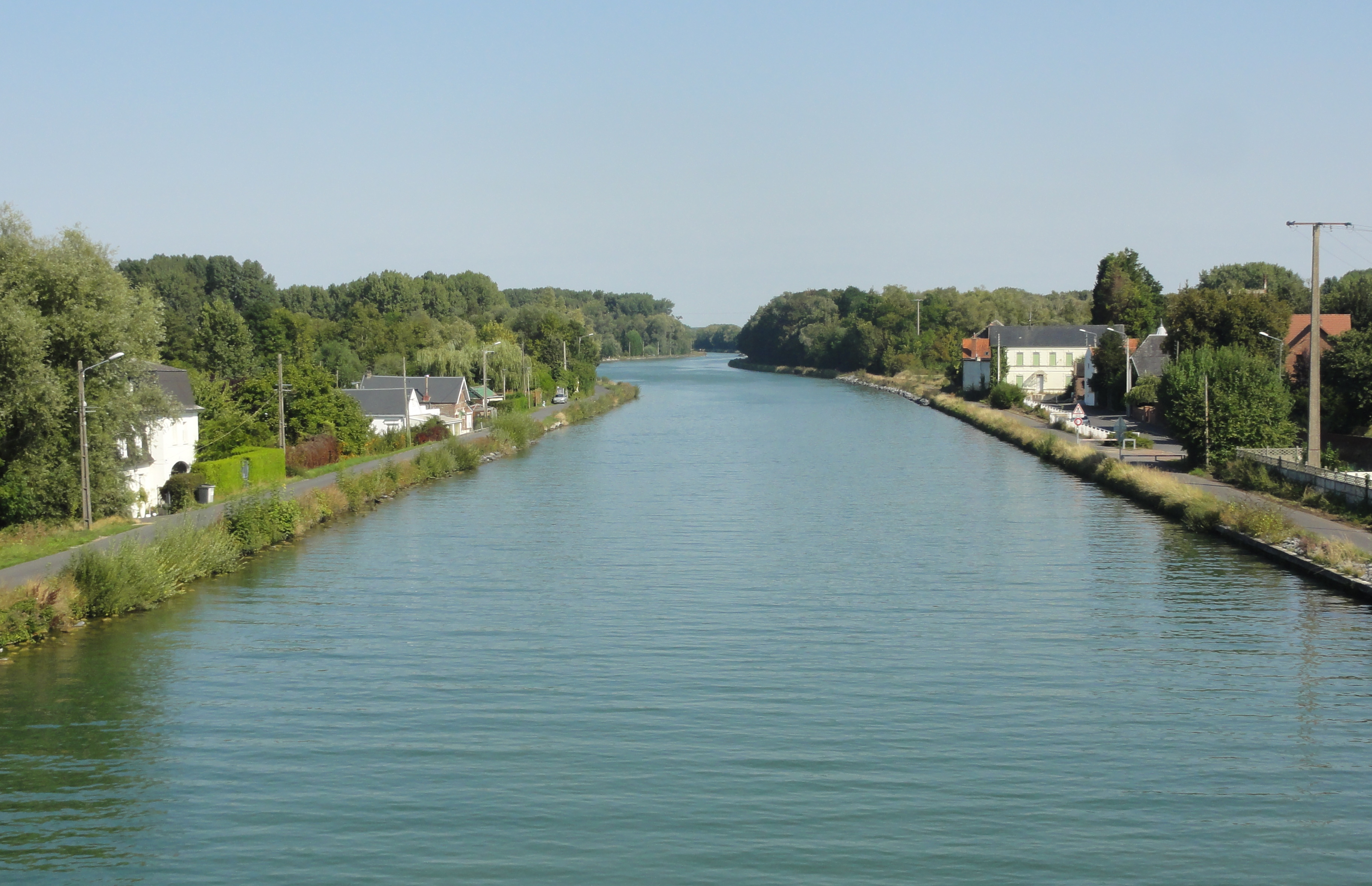
Canal de la Sensée

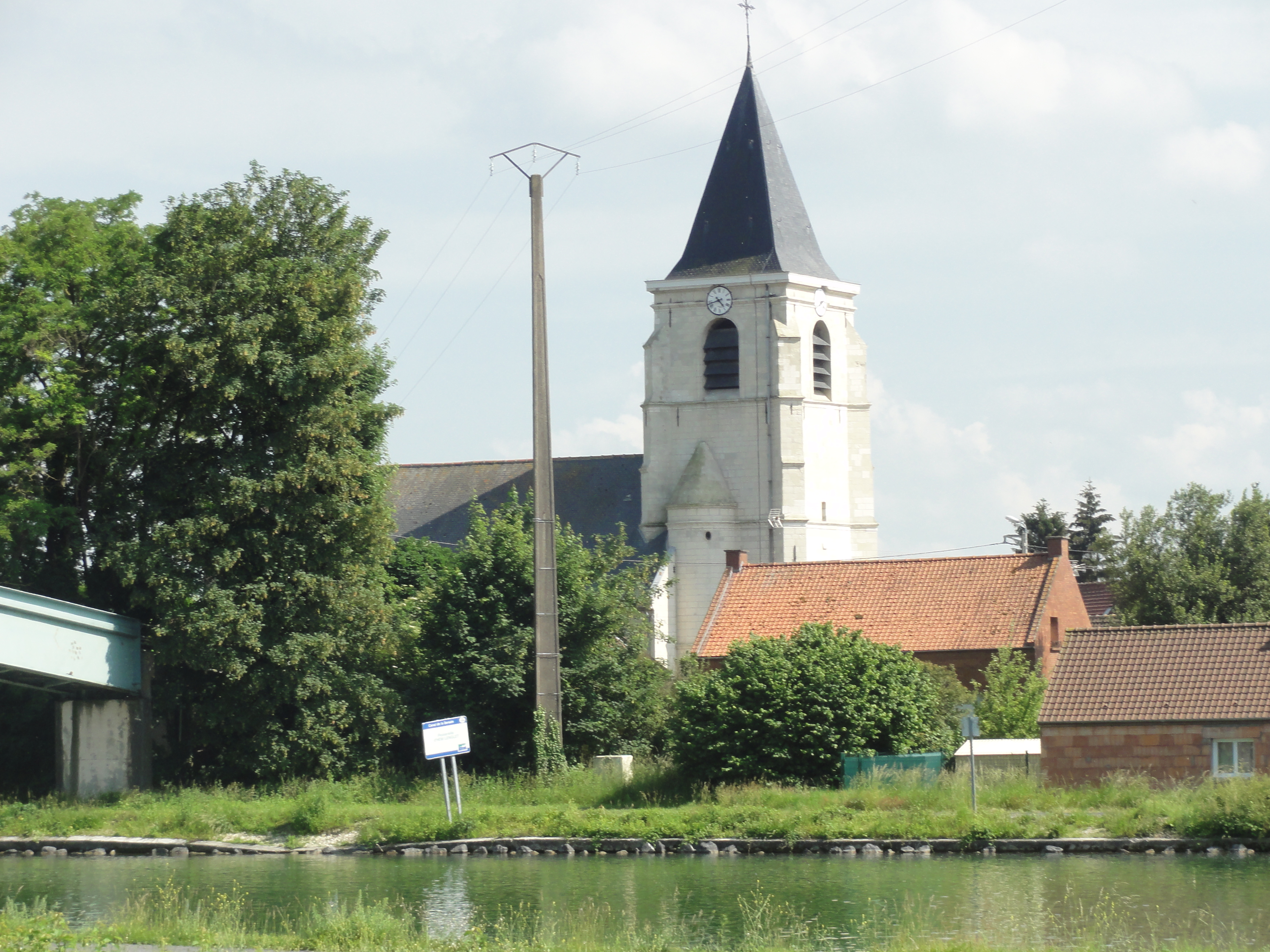
Kirche Saint-Géry

## Bevölkerungsentwicklung
| Jahr                       | 1962 | 1968 | 1975 | 1982 | 1990 | 1999 | 2009 | 2020 |
| Einwohner                  | 555  | 577  | 556  | 466  | 462  | 470  | 560  | 549  |
| Quellen: Cassini und INSEE |      |      |      |      |      |      |      |      |